# Lederschallebijter
De lederschallebijter of lederloopkever (Carabus coriaceus) is een kever uit de familie van de loopkevers (Carabidae). Het is de grootste loopkeversoort in Nederland. De wetenschappelijke naam van de soort werd in 1758 gepubliceerd door Carl Linnaeus in de tiende editie van Systema naturae. 

## Ondersoorten
- Carabus coriaceus coriaceus
- Carabus coriaceus cerisyi Dejean, 1826
- Carabus coriaceus excavatus Charpentier, 1825
- Carabus coriaceus kindermanni Waltl, 1838
- Carabus coriaceus mediterraneus Born, 1906
- Carabus coriaceus rugifer Kraatz, 1877

## Beschrijving
De kever kan ongeveer 30 tot 40 millimeter lang worden en is daarmee een relatief grote soort. Hij heeft een vrij breed borststuk en achterlijf. De kleur is geheel zwart tot zeer donkerbruin, de dekschilden hebben vele vrij grove putjes die elkaar soms raken waardoor ze op rimpeltjes lijken; duidelijke lengtegroeven ontbreken. Het halsschild en de kop zijn gladder; met name het halsschild heeft een paarse glans. De poten en antennes zijn sprieterig, en de grote kaken zijn goed zichtbaar. De vleugels zijn bij deze soort rudimentair aanwezig; vliegen kan de lederschallebijter niet. De larve is bruin van kleur en lijkt enigszins op een heel lange pissebed vanwege het met platen beschermde lichaam.

## Levenswijze
Het is een snelle loper die vooral van wormen, slakken en aas leeft; levende prooien worden met verterende sappen ingespoten en de vloeibare inhoud wordt vervolgens opgezogen. Bij verstoring spuit de kever de maagsappen naar zijn belager ter verdediging. Ook de larve is carnivoor en leeft van wormen en slakken. De larve is meerjarig en heeft tot drie jaar nodig om zich te ontwikkelen. Zowel larve als kever zijn nachtactief en verstoppen zich overdag.

## Verspreiding
De lederloopkever leeft in liefst niet te droge loof- en gemengde bossen. Hij is niet algemeen en komt voor in grote delen van Europa. In Nederland is de soort voornamelijk te vinden in het zuiden maar is inmiddels ook in Noordoost-Nederland waargenomen. In België komt de kever voor in de Ardennen.